# Arkadi und Boris Strugazki

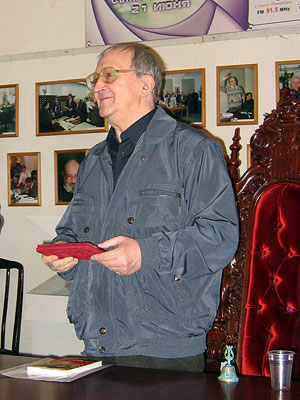
Boris Strugazki, 2006

Arkadi Natanowitsch Strugazki (auch Arkadij Strugatzki; russisch Аркадий Натанович Стругацкий, wiss. Transliteration Arkadij Natanovič Strugackij; * 28. August 1925 in Batumi, Adscharische Autonome Sozialistische Sowjetrepublik; † 12. Oktober 1991 in Leningrad) und Boris Natanowitsch Strugazki (auch Boris Strugatzki; russisch Борис Натанович Стругацкий, wiss. Transliteration Boris Natanovič Strugackij; * 15. April 1933 in Leningrad; † 19. November 2012 in Sankt Petersburg) waren zwei sowjetische Schriftsteller. Die Brüder schrieben gemeinsam eine Vielzahl von Romanen und gelten als die bedeutendsten Autoren der sowjetischen Phantastik. Ihre seit 1959 auch das Genre Science-Fiction umfassenden Bücher sind in einer Gesamtauflage von mehr als 50 Millionen Exemplaren erschienen und in mehr als 30 Sprachen übersetzt worden.

## Leben

### Herkunft und Kindheit
Beide Brüder wuchsen im damaligen Leningrad, dem heutigen Sankt Petersburg auf. Ihr Vater war noch vor der Oktoberrevolution der Partei der Bolschewiki beigetreten und wurde – obwohl im Zivilberuf eigentlich Kunstwissenschaftler – General im Russischen Bürgerkrieg und später Funktionär der Partei. Während der „Stalinschen Säuberungen“ der 1930er Jahre wurde er jedoch aus der Partei ausgeschlossen.

### Arkadi Strugazki

Denkmal zur Erinnerung an die Hungerblockade

Arkadi floh mit seinem Vater 1942 während der Leningrader Blockade auf der Straße des Lebens über den vereisten Ladogasee aus der von den deutschen und finnischen Truppen belagerten und ausgehungerten Stadt, wobei sein Vater ums Leben kam. Während seiner Armeezeit wurde Arkadi zum Japanisch-Dolmetscher ausgebildet und verbrachte den Krieg und die Jahre bis 1955 in dieser Funktion im Osten Russlands. Die Berufung zum Dolmetscher hat ihm mit großer Wahrscheinlichkeit das Leben gerettet: Eine Einberufung zur sowjetischen Sommeroffensive von 1943 hätte für ihn wohl Einsatz und Tod bei der Schlacht im Kursker Bogen bedeutet. Später arbeitete er als Verlagslektor und Übersetzer englischer Science-Fiction in Moskau. In dieser Eigenschaft hat er sich für die Veröffentlichung der Werke sowohl von sowjetischen als auch von ausländischen Science-Fiction-Autoren eingesetzt. Arkadis Berufsbezeichnung war Anglist und Japanologe.

### Boris Strugazki

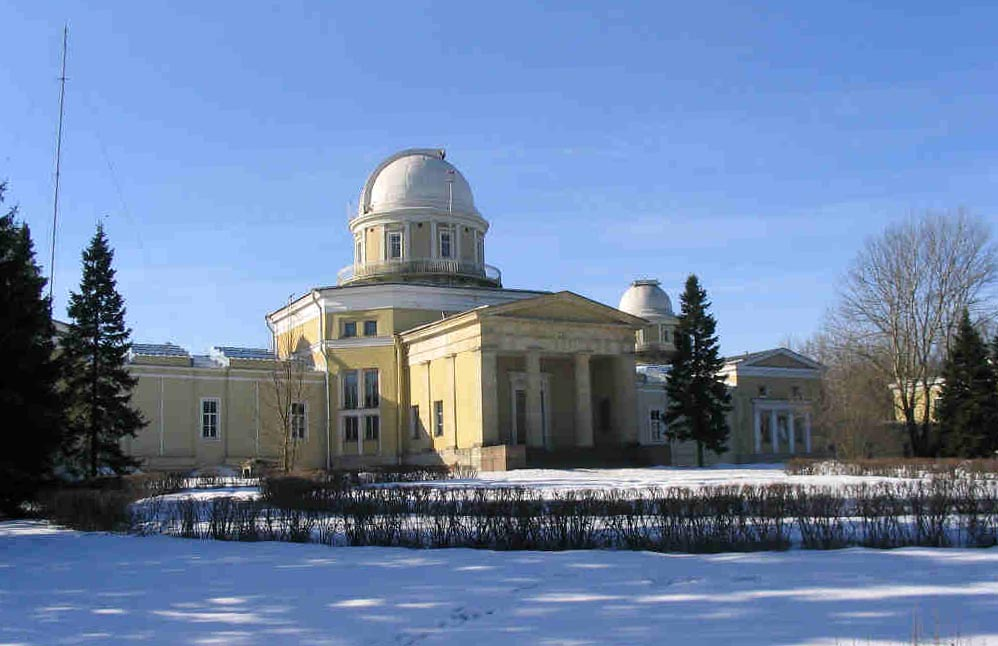
Das Pulkowo-Observatorium

Boris, der jüngere der beiden Brüder, befand sich ebenfalls während der Hungerblockade in Leningrad, floh jedoch nicht mit dem Vater über den Ladoga-See, sondern blieb mit seiner Mutter, Alexandra Litwinschewa, in der Stadt. Erst als die Nachricht sie erreichte, dass Arkadi überlebt hatte, verließen auch sie Leningrad. Nach dem Krieg studierte er an der Leningrader Universität (der heutigen Staatlichen Universität Sankt Petersburg). Er wollte promovieren, musste aber kurz vor der Fertigstellung seiner Dissertation feststellen, dass der spätere Nobelpreisträger Subrahmanyan Chandrasekhar die in dieser Dissertation ausgearbeitete Theorie in einer in der Sowjetunion nicht erhältlichen Zeitschrift bereits 1943 veröffentlicht hatte. Später arbeitete er als Programmierer im Pulkowo-Observatorium bei Leningrad.

## Werk
Arkadi schrieb auch unter dem Pseudonym S. Jaroslawzew. Boris veröffentlichte einige Essays unter dem Pseudonym S. Witizki. Die meisten und bekanntesten ihrer Werke schrieben sie jedoch gemeinsam. 1964 gaben die Strugazkis ihre Berufe auf, um als freischaffende Schriftsteller zu arbeiten.
Mehrere Werke der beiden Autoren wurden verfilmt, darunter 1990 Es ist nicht leicht, ein Gott zu sein durch Regisseur Peter Fleischmann in einer westdeutsch-sowjetisch-französischen Produktion. Eine weitere Leinwandadaption eines Strugazki-Romans ist Stalker, eine Verfilmung nach Motiven aus Picknick am Wegesrand und dem von den Strugazkis verfassten Filmszenarium Die Wunschmaschine durch den sowjetischen Regisseur Andrei Tarkowski.
Am 2. Juli 1985 wurde der am 11. September 1977 von N. S. Tschernych entdeckte Asteroid (3054) Strugatskia zu Ehren des Brüderpaares benannt.

### Literarische Einordnung
Die Literatur der Brüder Strugazki verbindet Elemente der russischen Erzähl- und Märchentradition mit Motiven der Science-Fiction, einer menschlich-psychologischen, im Gegensatz zu einer rein technischen. Obwohl meist in der dritten Person geschrieben, sind ihre besten Bücher konsequent und überzeugend subjektiv und hermetisch, und die Kamera oder Stimme des Erzählers sitzt über weite Strecken im Kopf der Hauptfigur.
Von literaturkritischem Interesse ist die Vielfalt der Erzählstrukturen, deren sich die Brüder Strugazki bedienen. Die Wellen ersticken den Wind etwa ist als Briefroman ausgeführt, andere Werke kommen gänzlich ohne Zeitsprünge und Perspektivwechsel aus. Bei einem Autorenduo liegt die Vermutung nahe, dass sich die Stoffe von Kapitel zu Kapitel in mitunter unvorhergesehene Richtungen entwickelt haben, und beispielsweise in Das lahme Schicksal finden die Handlungsstränge auch nicht zusammen, in Die Last des Bösen bleiben sie lange unversöhnt, um sich auf der letzten Seite kunstvoll zu kreuzen oder ineinander zu spiegeln.
Die in ihren Büchern beschriebenen fiktiven Gesellschafts- und Herrschaftssysteme sind häufig als Allegorien auf den realen Sozialismus oder die Prinzipien des Kommunismus zu lesen. Besonders in ihren späteren Werken wird die Rolle des Individuums in bürokratischen oder totalitären Systemen zum zentralen Motiv – so etwa in den Romanen Das lahme Schicksal und Das Experiment, die aufgrund ihres gesellschaftskritischen Inhalts erst nach dem Zerfall der Sowjetunion veröffentlicht wurden. Auch Bücher wie Montag beginnt am Samstag und Troika, die ganz offensichtlich in der Sowjetunion spielen, lassen sich als Kritik an starren Verwaltungsstrukturen lesen. Ersteres hat auch Züge eines ulkigen, rasanten Metamärchens.
Einige Geschichten oder Erzählstränge kommentieren das Autorenschicksal selbst oder den simplen Alltag. Grundton ist dennoch ein verhaltener Optimismus. Selbst die Bürokraten bleiben überwiegend menschlich oder zumindest harmlos. Schurken oder Gegenspieler treten nur in wenigen Werken auf.
Ein mehrfach auftauchendes Konzept ist das eines erhofften oder thesenhaft in den Raum gestellten sprunghaften Aufstiegs des Homo sapiens zu einem Hypermenschen („vertikaler Progress“). Es werden sowohl Vor- als auch Nachteile einer „neuen“ Supermenschenrasse erörtert (am Ende der Maxim-Kammerer-Trilogie).

### Wanderer im Mittags-Universum
Eine Reihe der Strugazkibücher sind im Mittags-Universum (nach dem Buch Mittag, 22. Jahrhundert) angesiedelt und enthalten Bezüge zu den Wanderern, (russisch: странники), Mitgliedern einer überlegenen Zivilisation, die in die Geschicke der Menschheit einzugreifen scheinen. Die Menschen selbst haben in diesem Universum einen hohen gesellschaftlichen, wissenschaftlichen und technischen Standard erreicht. Geld hat seine Bedeutung verloren, da jeder einer Beschäftigung nachgeht, die ihn interessiert und dadurch zum Gemeingut beiträgt. Die Erde wird von einer Technokratie regiert.
Verwendet wird als wiederkehrendes Thema die Beeinflussung mittelalterlicher (außerirdischer) Gesellschaften durch menschliche Agenten („Progressoren“). Analog wird von einigen Menschen eine Einflussnahme auf die Menschheit durch eine übergeordnete Zivilisation der Wanderer vermutet.

### Sehr spezielle Werke
Die Brüder Strugazki haben auch eine Reihe Powesti veröffentlicht, die nicht in ihren eindeutigen Universen spielen und sich meist durch eine gesellschaftskritische Stoßrichtung auszeichnen.
Die zweite Invasion der Marsianer – Aufzeichnungen eines Vernünftigdenkenden wurde in der ersten (west-)deutschen Übersetzung 1973 herausgegeben, und wendet sich eindeutig gegen Opportunismus (und gegen das Abzapfen von Magensaft).
In den 1990er Jahren wurde eine Buchreihe publiziert, in der Erzählungen und Kurzromane anderer Autoren gesammelt wurden, die Stoffe der Strugazkis fortsetzen bzw. ihre Figuren weiterentwickeln, Время учеников (drei Bände, 1996, 1998, 2000). Boris Strugazki gab die Erlaubnis dazu und schrieb ein Vorwort zu dem mehrfach wiederaufgelegten Projekt, an dem alle bedeutenden russischen SF-Autoren mitwirkten (u. a. Sergei Lukjanenko).

## Zensur und konkurrierende Übersetzungen: Titel- und Textvarianten
Insbesondere einige der in den 1970er und 1980er Jahren auf Deutsch erschienenen Fassungen einzelner Werke der Strugazkis unterscheiden sich von neueren Ausgaben deutlich sowohl im Titel als auch durch das Fehlen ganzer Abschnitte und Kapitel von neueren Ausgaben. Daneben existieren konkurrierende Übersetzungen für dasselbe Werk von unterschiedlicher Qualität. Zusätzlich wird die Lage für deutsche Leser dadurch unübersichtlich, dass in einigen Fällen ursprünglich eigenständig erschienene Bücher später in andere Werke integriert wurden. In der ab 2010 erschienenen, nicht alle Werke enthaltenden Gesamtausgabe in sechs Bänden wurden die Werke anhand der ungekürzten und unzensierten Originale überarbeitet und ergänzt.

### Titelvarianten
Einige Titelvarianten sind unschwer als unterschiedliche Übersetzungen des Originaltitels zu erkennen, das trifft etwa auf Es ist nicht leicht, ein Gott zu sein und Ein Gott zu sein ist schwer zu oder auch auf Montag beginnt am Samstag gegenüber Der Montag fängt am Samstag an. In anderen Fällen jedoch lässt der Titel allein nicht vermuten, dass es sich um dasselbe Werk handelt. So ist beispielsweise der im russischen Original Малыш (Malish, deutsch „Kind“) genannte Roman in Deutschland sowohl unter dem Titel Der Knirps als auch unter dem Titel Die dritte Zivilisation erschienen. Das Experiment erschien außerdem unter dem Titel Stadt der Verdammten und Verdammte Stadt. Die direkte Übersetzung des russischen Originaltitels lautet dagegen: „Die verurteilte Stadt“. In der unten folgenden tabellarischen Übersicht sind verschiedene Titel für dasselbe Werk durch Semikola getrennt.

### Kurz- und Langfassungen, Neukombinationen
Während es bei den obigen Titelvarianten nur um unterschiedliche Übersetzungen beziehungsweise kommerzielle Verwertungen einzelner Werke geht, existieren infolge der Probleme der Strugazkis mit der sowjetischen Zensur auch unterschiedlich gekürzte bzw. miteinander kombinierte Fassungen einzelner Werke, die teilweise unter demselben Titel veröffentlicht wurden.
Von dem Roman Die bewohnte Insel existieren zwei deutsche Ausgaben unter demselben Titel, von denen die ältere auf einem um mehrere Kapitel gekürzten Zeitungsvorabdruck beruht, bei der z. B. der Name des Haupthelden noch nicht wie in der jüngeren Ausgabe und auch in späteren Romanen Maxim Kammerer lautet, sondern „Maxim Rostislawski“.
Die Schnecke am Hang besteht aus zwei ganz verschiedenen Handlungssträngen, deren einzelne Kapitel („Waldkapitel“ und „Verwaltungskapitel“) jeweils abwechselnd den Roman bilden. In der Sowjetunion durften diese Handlungsstränge ursprünglich nur getrennt erscheinen, da die Satire auf die sowjetische Wirklichkeit in der Kombination noch deutlicher wurde. Daher tauchen in der folgenden Tabelle auch Waldkapitel und Verwaltungskapitel als einzelne Romane auf. Unter dem Namen Unruhe wurde zudem eine erste und von der späteren inhaltlich wie stilistisch deutlich abweichende, eigenständige Fassung des „Verwaltungskapitels“ veröffentlicht, die noch heute unter diesem Titel zu erhalten ist – und von der die Autoren einzelne Motive später in Die Wellen ersticken den Wind einarbeiteten.
Umgekehrt integrierten die Autoren den Anfang der 1970er Jahre veröffentlichten Roman Die hässlichen Schwäne sehr viel später leicht abgewandelt nachträglich als Binnenhandlung in den späten Roman Das lahme Schicksal.
Die bewegteste Fassungsgeschichte hat aber wohl die Erzählung Das Märchen von der Troika bzw. der Roman Troika. Hierbei sind die Unterschiede so groß, dass es sich eher um zwei eigenständige Werke als um zwei Fassungen handelt. Die ältere Fassung wurde erst 1987 – in den Roman Der Montag fängt am Samstag an integriert – in der DDR veröffentlicht. Die zweite wurde bereits 1968 in einer sowjetischen Provinzzeitschrift publiziert und hat einen stark abweichenden Handlungsverlauf, in dem die Helden in ihrem Kampf gegen die Bürokratie scheitern (was geradezu demonstrativ durch ein unglaubhaft angehängtes Happy End kaschiert wird) – weshalb diese Fassung auch sehr bald verboten wurde.
Daher ist es nicht möglich, exakt anzugeben, wie viele Romane die Strugazkis genau geschrieben haben.

## Auszeichnungen
- 1981 Aelita-Preis für Der Käfer im Ameisenhaufen
- 1981 Prix de la SF de Metz für die französische Übersetzung von Picknick am Wegesrand
- 1986 Welikoje-Kolzo-Preis für Die Wellen ersticken den Wind
- 1987 Welikoje-Kolzo-Preis für Die hässlichen Schwäne
- 1988 Welikoje-Kolzo-Preis für Die Schnecke am Hang
- 1989 Welikoje-Kolzo-Preis für Stadt der Verdammten (Grad Obrechenny; Doomed City)
- 1990 Alexander-Beljajew-Gedenkpreis für Stadt der Verdammten

## Bibliografie

### Gemeinsame Werke
| Veröff.        | Originaltitel                                                                       | Form                                                                | Deutsche(r) Titel                                                                    |
| -------------- | ----------------------------------------------------------------------------------- | ------------------------------------------------------------------- | ------------------------------------------------------------------------------------ |
| 1958           | Извне                                                                               | Erzählung                                                           | Aus anderen Sphären                                                                  |
| 1958           | Спонтанный Рефлекс                                                                  | Erzählung                                                           | Spontaner Reflex; Das mechanische Gespenst; Ein Roboter bricht aus                   |
| 1959           | Страна багровых туч                                                                 | Roman                                                               | Atomvulkan Golkonda                                                                  |
| 1959           | Шесть Спичек                                                                        | Erzählung                                                           | Sechs Streichhölzer; Neutrino-Strahlen                                               |
| 1959           | Испытание „СКР“; Испытание „СКИБР“                                                  | Erzählung                                                           | Die Erprobung des SKYBEK                                                             |
| 1959           | Поражение; Белый конус Алаида                                                       | Erzählung                                                           | Die Niederlage; Das Ei; Der weiße Konus Alaids                                       |
| 1959           | Забытый Эксперимент                                                                 | Erzählung                                                           | Das vergessene Experiment                                                            |
| 1959           | Частные Предположения                                                               | Erzählung                                                           | Spezielle Voraussetzungen                                                            |
| 1960           | Путь на Амальтею                                                                    | Erzählung                                                           | Der Weg zur Amalthea                                                                 |
| 1960           | Почти такие же                                                                      | Erzählung                                                           |                                                                                      |
| 1960           | Ночь в пустыне; Ночью на Марсе; Ночь на Марсе                                       | Erzählung                                                           | Die Nacht in der Wüste; Nacht auf dem Mars                                           |
| 1960           | Чрезвычайное происшествие                                                           | Erzählung                                                           | Ausnahmezustand                                                                      |
| 1960           | Глубокий поиск                                                                      | Erzählung                                                           | Tiefsee-Erkundung                                                                    |
| 1961           | Благоустроенная планета                                                             | Erzählung                                                           | Ein gut eingerichteter Planet                                                        |
| 1961           | Великий КРИ                                                                         | Erzählung                                                           |                                                                                      |
| 1961           | Свечи перед пультом                                                                 | Erzählung                                                           | Kerzen vor dem Pult                                                                  |
| 1961           | Перестарок                                                                          | Erzählung                                                           |                                                                                      |
| 1961           | Хроника                                                                             | Erzählung                                                           | Chronik                                                                              |
| 1961           | Двое с „Таймыра“                                                                    | Erzählung                                                           |                                                                                      |
| 1961           | Самодвижущиеся дороги                                                               | Erzählung                                                           |                                                                                      |
| 1961           | Скатерть-Самобранка                                                                 | Erzählung                                                           |                                                                                      |
| 1961           | Известные люди (Возвращение)                                                        | Erzählung                                                           |                                                                                      |
| 1961           | Десантники                                                                          | Erzählung                                                           | Planetenerkunder                                                                     |
| 1961           | Свидание                                                                            | Erzählung                                                           | Der Jäger                                                                            |
| 1961           | Какими вы будете                                                                    | Erzählung                                                           |                                                                                      |
| 1962           | Возвращение (Полдень, 22-й век)                                                     | Episodenroman                                                       | Rückkehr, (Mittag, 22. Jahrhundert) (erst in der Werkausgabe auf Deutsch erschienen) |
| 1962           | Злоумышленники                                                                      | Erzählung                                                           |                                                                                      |
| 1962           | Пациенты доктора Протоса                                                            | Erzählung                                                           |                                                                                      |
| 1962           | Томление духа                                                                       | Erzählung                                                           | Unruhe                                                                               |
| 1962           | Люди, люди…                                                                         | Erzählung                                                           |                                                                                      |
| 1962           | Моби Дик                                                                            | Erzählung                                                           |                                                                                      |
| 1962           | Загадка задней ноги                                                                 | Erzählung                                                           |                                                                                      |
| 1962           | Естествознание в мире духов                                                         | Erzählung                                                           |                                                                                      |
| 1962           | Стажеры                                                                             | Episodenroman                                                       | Praktikanten                                                                         |
| 1962           | Должен жить                                                                         | Erzählung                                                           | Der Mensch muss leben                                                                |
| 1962           | Попытка к бегству                                                                   | Roman                                                               | Fluchtversuch                                                                        |
| 1962           | Генеральный инспектор                                                               | Erzählung                                                           | Der Generalinspektor                                                                 |
| 1962           | Человек из пасифиды                                                                 | Erzählung                                                           |                                                                                      |
| 1963           | Далёкая Радуга                                                                      | Roman                                                               | Der ferne Regenbogen                                                                 |
| 1963           | О странствующих и путешествующих                                                    | Erzählung                                                           | Von Wanderern und Reisenden                                                          |
| 1964           | Трудно быть богом                                                                   | Roman                                                               | Ein Gott zu sein ist schwer; Es ist nicht leicht, ein Gott zu sein                   |
| 1965           | Понедельник начинается в субботу                                                    | Roman                                                               | Montag beginnt am Samstag; Der Montag fängt am Samstag an                            |
| 1965           | Хищные вещи века                                                                    | Roman                                                               | Die gierigen Dinge des Jahrhunderts                                                  |
| 1966           | Улитка на склоне                                                                    | Roman                                                               | Der Wald („Kandid“-Kapitel aus „Die Schnecke am Hang“)                               |
| 1967           | Пришельцы: Рассказ участника археологической группы „Апиды“ К. Н. Сергеева          | Erzählung                                                           |                                                                                      |
| 1967           | Второе нашествие марсиан: Записки здравомыслящего                                   | Roman                                                               | Die zweite Invasion der Marsianer; Die zweite Invasion der Marsmenschen              |
| 1968           | Улитка на склоне                                                                    | Roman                                                               | Die Schnecke am Hang                                                                 |
| 1968           | Летающие кочевники                                                                  | Fragment                                                            |                                                                                      |
| 1968           | Сказка о тройке                                                                     | Roman                                                               | Troika; Das Märchen von der Troika                                                   |
| 1969           | Обитаемый остров                                                                    | Roman                                                               | Die bewohnte Insel                                                                   |
| 1970           | Отель „У погибшего Альпиниста“                                                      | Roman                                                               | Hotel „Zum verunglückten Alpinisten“; Hotel „Zum verunglückten Bergsteiger“          |
| 1971           | Малыш                                                                               | Roman                                                               | Die dritte Zivilisation; Der Kleine; Der Knirps                                      |
| 1972           | Пикник на обочине                                                                   | Roman                                                               | Picknick am Wegesrand; Stalker                                                       |
| 1974           | Парень из преисподней                                                               | Roman                                                               | Der Junge aus der Hölle                                                              |
| 1976           | За миллиард лет до конца света: Рукопись, обнаруженная при странных обстоятельствах | Roman                                                               | Milliarden Jahre vor dem Weltuntergang, Eine Milliarde Jahre vor dem Weltuntergang   |
| 1979           | Жук в муравейнике                                                                   | Roman                                                               | Ein Käfer im Ameisenhaufen                                                           |
| 1980           | Повесть о дружбе и недружбе                                                         | Erzählung                                                           | Von wahrer und falscher Freundschaft                                                 |
| 1981           | Машина желаний                                                                      | Filmszenarium                                                       | Die Wunschmaschine (mehrere Fassungen, Ausgangspunkt für den Film „Stalker“)         |
| 1985           | Волны гасят ветер                                                                   | Roman                                                               | Die Wellen ersticken den Wind; Die Wanderer                                          |
| 1985           | Пять ложек эликсира                                                                 | Filmszenarium                                                       | Fünf Löffel Elixier                                                                  |
| 1986           | Хромая судьба                                                                       | Roman                                                               | Das lahme Schicksal                                                                  |
| 1987           | Время дождя; Гадкие лебеди                                                          | Roman                                                               | Die hässlichen Schwäne (die „Banev“-Kapitel aus „Das lahme Schicksal“)               |
| 1987           | День затмения                                                                       | Filmszenarium                                                       | in Deutsch nur als Film: Tage der Finsternis; Tage der Sonnenfinsternis              |
| 1987           | Туча                                                                                | Filmszenarium                                                       |                                                                                      |
| 1987           | Град обреченный                                                                     | Roman                                                               | Stadt der Verdammten; Das Experiment; Verdammte Stadt                                |
| 1988           | Отягощенные злом, или сорок лет спустя                                              | Roman                                                               | Die Last des Bösen                                                                   |
| 1988           | Викинги                                                                             |                                                                     |                                                                                      |
| 1989           | Без оружия                                                                          | Filmszenarium                                                       |                                                                                      |
| 1989           | Человек с далекой звезды                                                            | Schauspiel in zwei Akten                                            |                                                                                      |
| 1990           | Беспокойство                                                                        |                                                                     |                                                                                      |
| 1990           | Жиды города Питера, или невеселые беседы при свечах                                 | Komödie in zwei Aufzügen                                            |                                                                                      |
| 1990           | Песчаная горячка                                                                    | Erzählung                                                           | Sandfieber                                                                           |
| 1990           | Бедные злые люди                                                                    |                                                                     |                                                                                      |
| 1993 (posthum) | Дьявол среди людей                                                                  | Novelle                                                             | Ein Teufel unter den Menschen                                                        |
| 2008           | Ведьма                                                                              | Filmszenarium (ursprüngliche Grundlage für Tarkowskis Film „Opfer“) |                                                                                      |

### Arkadi Strugazki
| Veröff. | Originaltitel                      | Form                        | Deutscher Titel                   | Pseudonym      |
| ------- | ---------------------------------- | --------------------------- | --------------------------------- | -------------- |
| 1956    | Пепел Бикини                       | Roman (zus. mit Leo Petrow) | Die Asche von Bikini              |                |
| 1974    | Экспедиция в преисподнюю           | Erzählung für Kinder        | Expedition in die Hölle           | S. Jaroslawzew |
| 1974    | Семейные дела Гаюровых             | Filmszenarium               |                                   |                |
| 1984    | Подробности жизни Никиты Воронцова | Erzählung                   | Aus dem Leben des Nikita Woronzow | S. Jaroslawzew |
| 1992    | Дьявол среди людей                 | Fragment                    | Ein Teufel unter den Menschen     | S. Jaroslawzew |

### Boris Strugazki
| Veröff. | Originaltitel                                            | Form          | Deutsche(r) Titel                                                                   |
| ------- | -------------------------------------------------------- | ------------- | ----------------------------------------------------------------------------------- |
| 1985    | На исходе ночи                                           | Filmszenarium |                                                                                     |
| 1989    | Дети тумана                                              |               |                                                                                     |
| 1994    | Поиск предназначения, или Двадцать седьмая теорема этики | Roman         | Die Suche nach der Vorherbestimmung oder Der siebenundzwanzigste Lehrsatz der Ethik |
| 2001    | Затерянный в толпе                                       | Erzählung     | In der Menge verloren (geschrieben 1955)                                            |
| 2003    | Бессильные мира сего                                     | Roman         | Die Ohnmächtigen                                                                    |

### Werkausgabe
Gesammelte Werke im Heyne-Verlag:
- Band 1: Die bewohnte Insel / Ein Käfer im Ameisenhaufen / Die Wellen ersticken den Wind. Heyne, München 2010, ISBN 978-3-453-52630-3.
- Band 2: Picknick am Wegesrand / Eine Milliarde Jahre vor dem Weltuntergang / Das Experiment. Heyne, München 2010, ISBN 978-3-453-52631-0.
- Band 3: Die Schnecke am Hang / Die zweite Invasion der Marsmenschen / Die Last des Bösen / Aus dem Leben des Nikita Woronzow / Ein Teufel unter den Menschen. Heyne, München 2011, ISBN 978-3-453-52685-3.
- Band 4: Fluchtversuch / Es ist schwer, ein Gott zu sein / Unruhe / Die dritte Zivilisation / Der Junge aus der Hölle. Heyne, München 2012, ISBN 978-3-453-52686-0.
- Band 5: Der Weg zur Amalthea / Die Erprobung des SKYBEG / Das vergessene Experiment / Spezielle Voraussetzungen / Die gierigen Dinge des Jahrhunderts / Mittag, 22. Jahrhundert / Der ferne Regenbogen. Heyne, München 2013, ISBN 978-3-453-31028-5.
- Band 6: Der Montag fängt am Samstag an / Das Märchen von der Troika / Das lahme Schicksal / Fünf Löffel Elixier. Heyne, München 2014, ISBN 978-3-453-31214-2.

Die Welt des Mittags („Bykow-Trilogie“)
Weil neben dem Erstlingsroman Atomvulkan Golkonda auch der Roman Praktikanten in der auf sechs Bände angelegten Werkausgabe nicht enthalten ist, brachte der Golkonda-Verlag (in dem auch die limitierte Luxusausgabe der sechsbändigen Werkausgabe erscheint) folgende Ergänzungsbände heraus:
- Band 1: Atomvulkan Golkonda. Golkonda, Berlin 2012, ISBN 978-3-942396-22-6 (Erste vollständige deutsche Ausgabe; anhand der Manuskripte rekonstruierte, unzensierte und unbearbeitete Fassung, komplettiert durch ein Kapitel aus einer frühen Arbeitsfassung des Romans; Kommentare von Boris Strugatzki, Nachwort und Anmerkungen von Erik Simon)
- Band 2: Kapitän Bykow. Golkonda, Berlin 2013, ISBN 978-3-942396-23-3 (enthält Der Weg zur Amalthea und Praktikanten; erste vollständige deutsche Ausgabe; anhand der Manuskripte rekonstruierte, unzensierte und unbearbeitete Fassung, komplettiert durch ein gestrichenes Kapitel; Kommentar von Boris Strugatzki, Nachwort und Anmerkungen von Erik Simon)

Das Hotel Zum verunglückten Bergsteiger
Da auch dieser Roman in der Werkausgabe nicht enthalten ist, brachte der Golkonda-Verlag diesen weiteren Band heraus:
- Band 3: Das Hotel Zum verunglückten Bergsteiger. Golkonda, Berlin 2019, ISBN 978-3-946503-57-6 (Neuausgabe und teilweise Ergänzung und Neuübersetzung des Originaltextes von Erik Simon)

## Verfilmungen (Auswahl)
Deutsche Fassungen vorhanden:
- 1979 Stalker Regie Andrej Tarkowski, Drehbuch: A. u. B. Strugazki nach Motiven von „Picknick am Wegesrand“
- 1979 Hotel „Zum verunglückten Alpinisten“ UdSSR. Regie: Grigori Kromanov; Drehbuch: A. u. B. Strugazki nach Motiven ihres Romans „Hotel zum verunglückten Bergsteiger“
- 1988 „Дни затмения“ (deutscher Fernsehtitel „Tage der Finsternis“, nach „Milliarden Jahre vor dem Weltuntergang“), Regie: Alexander Sokurow; Drehbuch: Juri Arabow, Arkadi und Boris Strugazki und Pjotr Kadotschnikow
- 1989 Es ist nicht leicht, ein Gott zu sein von Peter Fleischmann
- 2008 Dark Planet, eine aufwändige zweiteilige Verfilmung des Romans unter der Regie von Fjodor Bondartschuk,[11] die sich eng an die literarische Vorlage Die bewohnte Insel hält. Der Film wurde mit 30 Millionen US-Dollar Kosten als bis dahin teuerster russischer Film produziert.[12] Außerhalb Russlands wird er unter dem Titel Dark Planet vertrieben. Es gibt eine sehr stark zusammengeschnittene 120-Minuten-Version (Dark Planet: Prisoners of Power)[13] und eine Ausgabe mit dem kompletten Film von 220 Minuten auf Blu-ray Disc[14] (Dark Planet: The Inhabited Island + Rebellion). Russischer Titel: „Обитаемый остров“.
- 2013 Es ist schwer, ein Gott zu sein („Трудно быть богом“), Premiere beim Filmfestival in Rom, November 2013 (nach „Ein Gott zu sein ist schwer“), Regisseur Alexej German, nach dessen Tod fertiggestellt durch seinen Sohn Alexej German jr.

Bisher noch nicht auf Deutsch erschienen:
- 1982 „Чародеи“ („Zauberer“), TV, (nach „Der Montag fängt am Samstag an“)
- 1990 „Искушение Б“ (nach „Fünf Löffel Elixier“)
- 1996 „Πριν το Τέλος του Κόσμου“ (Prin to telos tou kosmou, Bedeutung: Vor dem Weltende) (griechischer Film nach „Milliarden Jahre vor dem Weltuntergang“)
- 2006 „Гадкие лебеди“ (in der RUSCICO-Fassung u. a. mit deutschen Untertiteln) („Die hässlichen Schwäne“)
- 2017 "Roadside Picnic" (Pilotfilm für eine geplante TV-Serie, die dann doch nicht beauftragt wurde)[15]

Die Strugazkis arbeiteten an den Drehbüchern zu Stalker, Hotel „Zum Verunglückten Alpinisten“, Zauberer und Tage der Finsternis mit, Boris Strugazki wurde außerdem als Mitarbeiter am Drehbuch zu dem Film Briefe eines Toten genannt (nach der Erzählung Die Zeit ist gekommen von Wjatscheslaw Rybakow).

## Hörspiele (deutsche Fassungen)
- Die sechs Streichhölzer, Süddeutscher Rundfunk, 1972
- Die hässlichen Schwäne, Bayerischer Rundfunk, 1979
- Der ferne Regenbogen, Radio DDR II, 1984
- Ein Käfer im Ameisenhaufen, Bayerischer Rundfunk, 1986
- Die Dritte Zivilisation (Bearbeitung/Regie: Irene Schuck), Bayerischer Rundfunk 1999 (auch auf CD bei DAV – Der Audio Verlag, 2005)
- Eine Milliarde Jahre vor dem Weltuntergang (Bearbeitung/Regie: Walter Adler), SWR2 2016, Link zur ARD-Audiothek

## Computerspiele
- Hard to be a God, erschienen am 15. Februar 2008 in Anlehnung an das Werk Es ist nicht leicht ein Gott zu sein.
- Das Geheimnis des Berghotels, Adaption des Werkes Hotel ‘Zum Verunglückten Bergsteiger’. Produziert 2009 von Deep Silver.
- eine Computerspiel- und Romanreihe von GSC Gameworld, inspiriert von dem Werk Picknick am Wegesrand.
  - S.T.A.L.K.E.R.: Shadow of Chernobyl
  - S.T.A.L.K.E.R.: Clear Sky
  - S.T.A.L.K.E.R.: Call of Pripyat

## Essays, autobiografische Schriften
- Arkadi Strugazki: Mein Jules Verne in der Anthologie Lichtjahr 2 (Das Neue Berlin, 1981)
- Arkadi und Boris Strugazki: Hundert Zeilen über Phantastik in der Anthologie Lichtjahr 3 (Das Neue Berlin, 1984)
- Arkadi und Boris Strugazki: Unsere Biographie, in: Wolfgang Jeschke (Hrsg.): Das Science Fiction Jahr 2001, Jahrbuch für den Science Fiction Leser, 16, Wilhelm Heyne Verlag, München, S. 460–477.
- Boris Strugazki: Wie die richtigen Schwierigkeiten begannen. Über zwei unserer Romane aus den sechziger Jahren. In: Wolfgang Jeschke (Hrsg.): Das Science Fiction Jahr 2001, Jahrbuch für den Science Fiction Leser, 16. Wilhelm Heyne Verlag, München, S. 478–512.

## Kritik
„All die geschändeten Ideale und verratenen Träume der Menschen rächen sich grausam, indem eine unverständliche und nicht verstehbare Macht – die unerbittliche Evolution – ihnen das einzige nimmt, was ihrem Leben einen selbstsüchtigen Sinn geben konnte: Ihre Kinder. Die Strugazkis liefern hier eine Art ultimativen Kommentar zu all den Überrassen-Geschichten, die SF-Hirne ersannen. Mussten Keith Roberts in 'Homo Gestalt’ und Theodore Sturgeon in 'Baby ist drei' noch behaupten, die Überrasse sei für Normalmenschen unverständlich und jenseits wirklicher Kommunikation, und blieb für Olaf Stapledon in 'Odd John' nur die geplante Selbstvernichtung der Übermenschen als Ausweg, Konsequenz und letztlich Appell, so bewegt sich die Schöpfungsgeschichte der Strugazkis konsequent auf den logisch vorgezeichneten Bahnen ihres in diesem Buch sehr misanthropischen Konzepts … Die Vertreter des homo sapiens, die diesen Planeten und sich selbst so gründlich zuschanden gemacht haben, kommen nicht einmal mehr als Zöglinge oder Gegner des 'homo superior' in Betracht; sie werden von den höheren Wesen wie unschädliche und unwichtige Insekten ihrem unwichtigen und hoffnungslosen Schicksal überlassen. Der Mensch kann diesen Geschöpfen nicht einmal mehr lästig fallen..“

„… ein Roman, wie er nur von russischen Schriftstellern verfasst werden kann: Voller warmherziger Melancholie, mit einer ausgesprochenen Neigung zur eher verhaltenen Aktion und einem tiefen Sinn für die Gegenwärtigkeit des Absurden … Und so wird dem Leser vorgeführt, was es außer in der russischen Literatur in der Form nur noch in finnischen Filmen gibt, nämlich Charaktere, die selbst die absurdesten Situationen mit stoischer Ruhe als etwas hinnehmen, mit dem man sich arrangieren muss, oder das als Bestätigung einer der großen Theorien um die Wahrscheinlichkeit oder das Chaos verwertet werden kann, die aber niemals Spuren der Deformation in der zutiefst menschlichen Seele hinterlassen.“